# Cabañas (kommunhuvudort)
Cabañas är en kommunhuvudort i Guatemala.   Den ligger i departementet Departamento de Zacapa, i den centrala delen av landet, 80 km öster om huvudstaden Guatemala City. Cabañas ligger 247 meter över havet och antalet invånare är 4 678.
Terrängen runt Cabañas är kuperad. Runt Cabañas är det ganska tätbefolkat, med 56 invånare per kvadratkilometer. Närmaste större samhälle är San Agustín Acasaguastlán, 18,0 km väster om Cabañas. I omgivningarna runt Cabañas växer huvudsakligen savannskog.